# Primostek
Primostek – wieś w Słowenii, w gminie Metlika. W 2018 roku liczyła 152 mieszkańców.